# Siedlików (Walim)
Siedlików (niem. Ziedlitzheide) – niestandaryzowana część wsi Walim, położona w województwie dolnośląskim, w powiecie wałbrzyskim, w gminie Walim.

## Położenie
Siedlików to górna część Walimia o długości około 1 km, leżąca na południe od centrum wsi, w dolinie Walimki, na wysokości około 490–560 m n.p.m.

## Podział administracyjny
W latach 1975–1998 miejscowość administracyjnie należała do województwa wałbrzyskiego.

## Historia
Siedlików powstał w połowie XVIII wieku jako kolonia Walimia, od początku była to osada zamieszkała głównie przez tkaczy chałupników. W 1816 roku było tu 51 domów, a w 1825 ich liczba wzrosła do 57, w tym czasie w miejscowości istniało wolne sołectwo, młyn wodny, gorzelnia i bielnik. W 1836 w Siedlikowie powstała szkoła, a w 1848 roku po wybudowaniu pierwszej tkalni mechanicznej miejscowość stała się największą osadą Walimia. W późniejszych latach miejscowość nie rozwijała się już bardziej z powodu braku miejsca. W 1933 roku osada liczyła 630 mieszkańców. Podczas II wojny światowej na granicy Siedlikowa i Rzeczki więźniowie obozu koncentracyjnego Groß-Rosen wykuli w zboczu Ostrej 3 sztolnie, należące do kompleksu Riese.
Po 1945 roku miejscowość zachowała swój przemysłowy charakter utraciła natomiast niezależność, ponieważ w 1957 roku została dołączona do Walimia.

## Zabytki
Do wojewódzkiego rejestru zabytków wpisane są:
- kościół ewangelicki, obecnie rzymskokatolicki pw. św. Jadwigi, pochodzący w 1751 roku,
- kaplica grobowa Klingberga, położona przy ul. 3 Maja, pochodząca z 1813 roku.

Inne zabytki:
- podziemia i sztolnie w kompleksie Riese, położone na wschodnim stoku Ostrej,
- zespół budynków po dawnych zakładach lniarskich, będący zabytkiem techniki.

## Szlaki turystyczne
Przez Siedlików przechodzą dwa szlaki turystyczne:
- – z Jugowic do Głuszycy Górnej,
- – z Walimia na Wielką Sowę.